# Distretto di Zorzor
Il distretto di Zorzor è un distretto della Liberia facente parte della contea di Lofa.